# Phygadeuon atricolor
Phygadeuon atricolor är en stekelart som beskrevs av Horstmann 2001. Phygadeuon atricolor ingår i släktet Phygadeuon och familjen brokparasitsteklar. Inga underarter finns listade i Catalogue of Life.